# Веленевая бумага

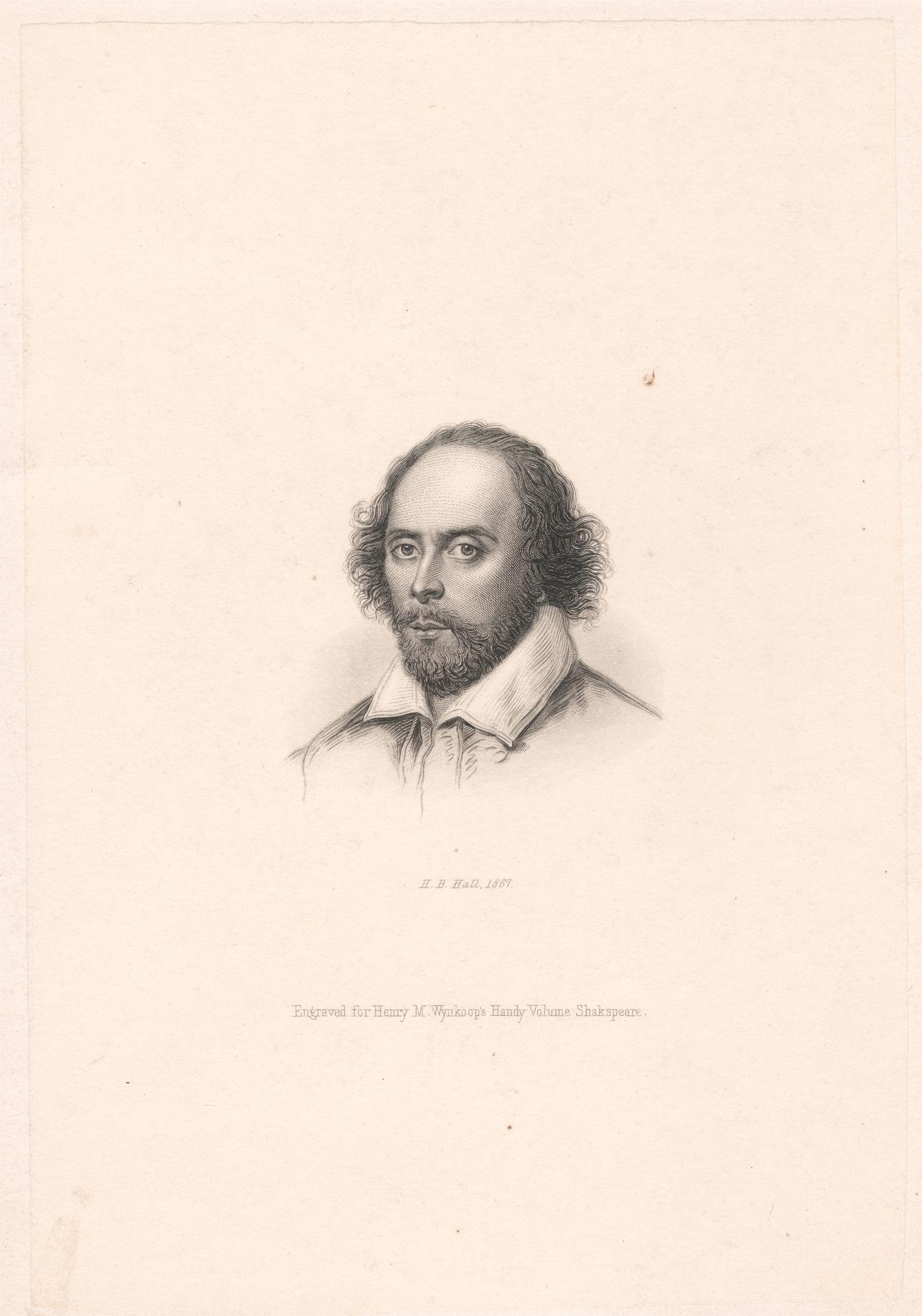
Генри Брайан Холл. Портрет Уильяма Шекспира. Гравюра на веленевой бумаге. 1867

Веле́невая (велень, фр. vélin — тонко выделанная кожа) бумага — высокосортная (чисто целлюлозная, без древесины, как и бумага верже), хорошо проклеенная, плотная, без ярко выраженной структуры, преимущественно желтоватого цвета. При её изготовлении использовалась черпальная форма с тканевой сеткой, не оставлявшей на листе бумаги каких-либо отпечатков, линий. Поэтому полученный лист был равномерен на просвет и внешне похож на тонкий велень, откуда и произошло название бумаги.

## История
Впервые веленевая бумага была изготовлена в Великобритании в 1757 году Джеймсом Ватманом (Старшим) по заказу типографа Джона Баскервиля. По другой версии её изобрёл французский книгопечатник Франсуа Амбруаз Дидо.
В России появилась в конце XVIII века, распространение получила с начала XIX века, причём наиболее широко использовалась гладкая, с характерным блеском, веленевая бумага.